# Erebia rurigena
Erebia rurigena är en fjärilsart som beskrevs av John Henry Leech 1890. Erebia rurigena ingår i släktet Erebia och familjen praktfjärilar. Inga underarter finns listade i Catalogue of Life.